# Пол Моріс
Пол Моріс (англ. Paul Maurice; нар. 30 січня 1967) — канадський хокеїст і тренер. Головний тренер команди НХЛ «Флорида Пантерс». У віці 43 років Моріс став наймолодшим тренером в історії НХЛ, який провів 1000 ігор, досягнувши цієї віхи 28 листопада 2010 року.

## Ігрова кар'єра
Спочатку захисник у хокейній лізі Онтаріо (OHL), Моріс чотири роки грав у молодіжний хокей до того, як отримав травму ока. 

## Тренерська робота
Раніше Моріс був тренером франшизи «Гартфорд Вейлерс»/«Кароліна Харрикейнз» з 1995 по 2003 рік і «Торонто Мейпл Ліфс» з 2006 по 2008 рік. 3 грудня 2008 року Моріс був знову найнятий «Харрикейнз» після звільнення Пітера Лавіолетта, який замінив його у 2003 році. 28 листопада 2011 року «Кароліна Харрикейнз» оголосила про те, що його звільнили вдруге, після чого, після короткого перебування в «Металурзі» з Магнітогорська в Континентальній хокейній лізі (КХЛ), він приєднався до «Вінніпег Джетс» у січні 2014 року. Після його відставки з «Джетс» у грудні 2021 року Моріс був призначений головним тренером «Флорида Пантерз» у червні 2022 року.

## Досягнення
- Володар Кубка Стенлі на посаді головного тренера «Флорида Пантерс» — 2024, 2025.